# Andrija Vukčević
Andrija Vukčević (Montenegrijns: Андрија Вукчевић) (Podgorica, 11 oktober 1996) is een Montenegrijns voetballer.

## Carrière
Vukčević begon zijn seniorencarrière vanag seizoen 2013-2014 bij de ploeg waar hij ook zijn jeudgopleiding gevolgd heeft, FK Budućnost Podgorica. De ploeg was actief in de Prva Crnogorska Liga, de Eerste Liga van Montenogro.  Hij kende zijn debuut op 11 augustus 2013 als basisspeler tijdens het 1-1 gelijkspel thuis tegen OFK Titograd.Andrija Vukcevic Voor zijn eerste doelpunt was het wachten tot 19 oktober 2013 toen hij het enige doelpunt voor zijn club scoorde tijdens de met 2-1 verloren uitwedstrijd tegen FK Čelik.  De speler werd een basisspeler en scoorde twee doelpunten uit dertig wedstrijden en de ploeg eindigde op de vierde plek en plaatste zich zo voor de voorrondes van de UEFA Europa League.  Tijdens het seizoen 2014-2015 maakte hij zijn debuut op het Europees niveau.  Op 3 juli 2014 was hij basisspeler tijdens de heenronde van eerste voorronde van de UEFA Europa League tegen het San Marinese SS Folgore/Falciano.  Deze ploeg werd uitgeschakeld na een 1-2 uitoverwinning, gevolgd met een 3-0 thuisoverwinning.  Tijdens de tweede ronde bleek het Cypriotische Omonia Nicosia te sterk na 0-2 thuisverlies en een 0-0 uitgelijkspel.  Andrija speelde tijdens de vier Europese wedstrijden.  Tijdens de competitie was hij vijfentwintig keer actief en scoorde één doelpunt.  De ploeg eindigde derde in de eindrangschikking en was zo opnieuw zeker van Europese competitie.  Hij zou nog de heenronde van het seizoen 2015-2016 meemaken, waarin hij twee Europese en vijftien competitie wedstrijden speelde.
In januari 2016 versierde hij een transfer naar Sevilla FC, waar hij een contract voor drieënhalf jaar ondertekende. Hij werd er aanvankelijk ondergebracht bij Sevilla Atlético, het B-elftal van de club dat op dat moment uitkwam in de Segunda División B. Op het einde van het seizoen promoveerde Sevilla Atlético naar de Segunda División A. Tijdens het seizoen 2016-2017 kon hij zich niet in de ploeg knokken, waardoor de club hem op januari 2017 uitleende aan San Fernando CD uit de Segunda División B.
In de zomer van 2017 tekende Vukčević bij het Servische FK Spartak Subotica, een ploeg uit de Superliga. Hij speelde zowel tijdens seizoen 2017-2018 als 2018-2019 vijfentwintig wedstrijden, maar tijdens het tweede seizoen scoorde hij ook een doelpunt op 1 december 2018 tegen FK Proleter Novi Sad tijdens het 2-2 gelijkspel.
Twee jaar later versierde hij na een testperiode een contract voor vier seizoenen bij de Belgische eersteklasser Waasland-Beveren. Hij kon geen basisplaats afdwingen en zo werd begin februari 2021 werd zijn contract er ontbonden.
Een week later tekende hij voor de terugronde van het seizoen 2020-2021 bij Kroatische HNK Rijeka.  Hij verbleef er tweeënhalf seizoen.  Ook bij deze ploeg zou hij Europees voetbal spelen en dit zes wedstrijden tijdens de voorronde van de UEFA Europa League van het seizoen 2021-2022 en twee wedstrijden tijdens de voorronde van de UEFA Conference League van het seizoen 2022-2023
Na deze periode, stapte hij op 13 september 2023 over naar het Mexicaanse FC Juárez.  Met zijn overgang was een transferprijs van 1 miljoen MXN (52.000 EURO) gemoeid en hij tekende een overeenkomst van drie seizoenen.  Hij verbleef er echter maar één seizoen.
Op 11 juli 2024 werd duidelijk dat hij zijn landgenoot Nikola Šipčić zou gaan vergezellen bij het Spaanse FC Cartagena, een ploeg uit de Segunda División A.  Voor de definitieve aankondiging van zijn uitleenbeurt, moest nog tot 17 juli gewacht worden.  Hij kende zijn debuut op 18 augustus 2024 tijdens de seizoensopener toen hij tijdens de vijfenzeventigste minuut inviel tijdens de met 3-1 verloren uitwedstrijd tegen Burgos CF.

## Nationale ploeg
Hij had al wedstrijden gespeeld voor de jeugdploegen van zijn land en zijn debuut met de eerste ploeg maakte hij op 4 juni 2022 tijdens de met 2-0 gewonnen thuiswedstrijd tegen Roemenië.